# الکساندر نوسکی (بازیگر)
الکساندر نوسکی (به انگلیسی: Alexander Nevsky) (زاده الکساندر کوریتسین؛ زاده ۱۷ ژوئیه ۱۹۷۱) بازیگر، بدن‌ساز، نویسنده و تهیه‌کننده روسی تبار است. وی به دلیل بازی در نقش ولاد استپانوف در فیلم گرمای مسکو (۲۰۰۴) شناخته می‌شود. او در سن ۲۵ سالگی نام خانوادگی خود را از کوریتسین به نوسکی تغییر داد.

## فیلمشناسی
| سال  | عنوان                        | نقش                |
| ---- | ---------------------------- | ------------------ |
| ۲۰۱۷ | حداکثر ضربه                  | ماکسیموس کادورین   |
| ۲۰۱۶ | مرحله نهایی مسابقات در مانیل | نیک پیتون          |
| ۲۰۱۴ | رز سیاه                      | ولادیمیر کازاتوف   |
| ۲۰۱۰ | شعبده‌باز                     | کارآگاه اورلوف     |
| ۲۰۱۰ | یک جایی                      | روزنامه‌نگار روسی   |
| ۲۰۰۷ | گنج‌های گنج                   | گرگ                |
| ۲۰۰۵ | زمان تغییر                   | اسکندر             |
| ۲۰۰۴ | گرمای مسکو                   | ولاد استپانوف      |
| ۲۰۰۳ | مار قرمز                     | پیتر با نام مستعار |
| ۲۰۰۲ | شکست‌ناپذیر                   | زندانی             |
| ۲۰۰۰ | هنوز هم آب                   | سرگئی              |